# Apurímac prehispánico
El siguiente artículo trata acerca de la historia de Apurímac (Perú) antes de la invasión de los europeos.

## Primeros asentamientos humanos
No se sabe a ciencia cierta cuándo llegaron los primeros seres humanos al territorio del actual departamento de Apurímac. Lo más probable, teniendo en consideración la fertilidad y abundancia de recursos que ostentan algunos de estos valles, es que su poblamiento haya sido contemporáneo de sitios como el de Pampamachay o Telarmachay (Junín, 6000 a. C.).
Lo que sí está probado es que en la zona se desarrolló tempranamente una elevada cultura, evidencia de la cual son las pequeñas piezas de oro encontradas en 1951 en el cerro Huayhuaca, en las inmediaciones de Andahuaylas, por Óscar Núñez del Prado y John Rowe, piezas que son las más antiguas de ese metal que hayan encontrado en los Andes y que datan del 1800 a. C.

## Chancas y lares
Avanzando algo más en el tiempo, Apurímac, tuvo como habitantes ancestrales a dos pueblos de tradición guerrera: los chancas y los lares. Estos últimos se establecieron en la margen izquierda del río Apurímac hacia el siglo XI de nuestra era, pero luego emigraron a zonas más altas fuera de la región.
Los chancas, en cambio, se mantuvieron cohesionados y lograron desarrollar un importante señorío regional que vivió su apogeo durante el siglo XIII. Su territorio inicial estuvo ubicado entre los ríos Pampas y Pachachaca, tributarios del Apurímac. Al expandirse, hicieron del área de Andahuaylas su sede principal. Desarrollaron una cultura autónoma y tuvieron su propio idioma, el puquina. Su capital fue Huamancarpa (‘casa del halcón’), a orillas de la laguna Anori, a 35 kilómetros de Andahuaylas, en las riberas del río Pampas.
El iniciador de la expansión de los chancas se llamó Uscovilca, y su momia se conservó con veneración en Huamancarpa hasta los tiempos de los incas. Las investigaciones realizadas por J. González Carré (1982) y Lorenzo Huertas (1983) documentan que la influencia de esta nación se irradió desde Apurímac hasta lo que hoy es Huancavelica y Ayacucho. Según el cronista Pedro Cieza de León (1553), los primeros chancas establecidos en Apurímac provenían de la actual zona de Castrovirreyna (Huancavelica).

### Apogeo de los chancas

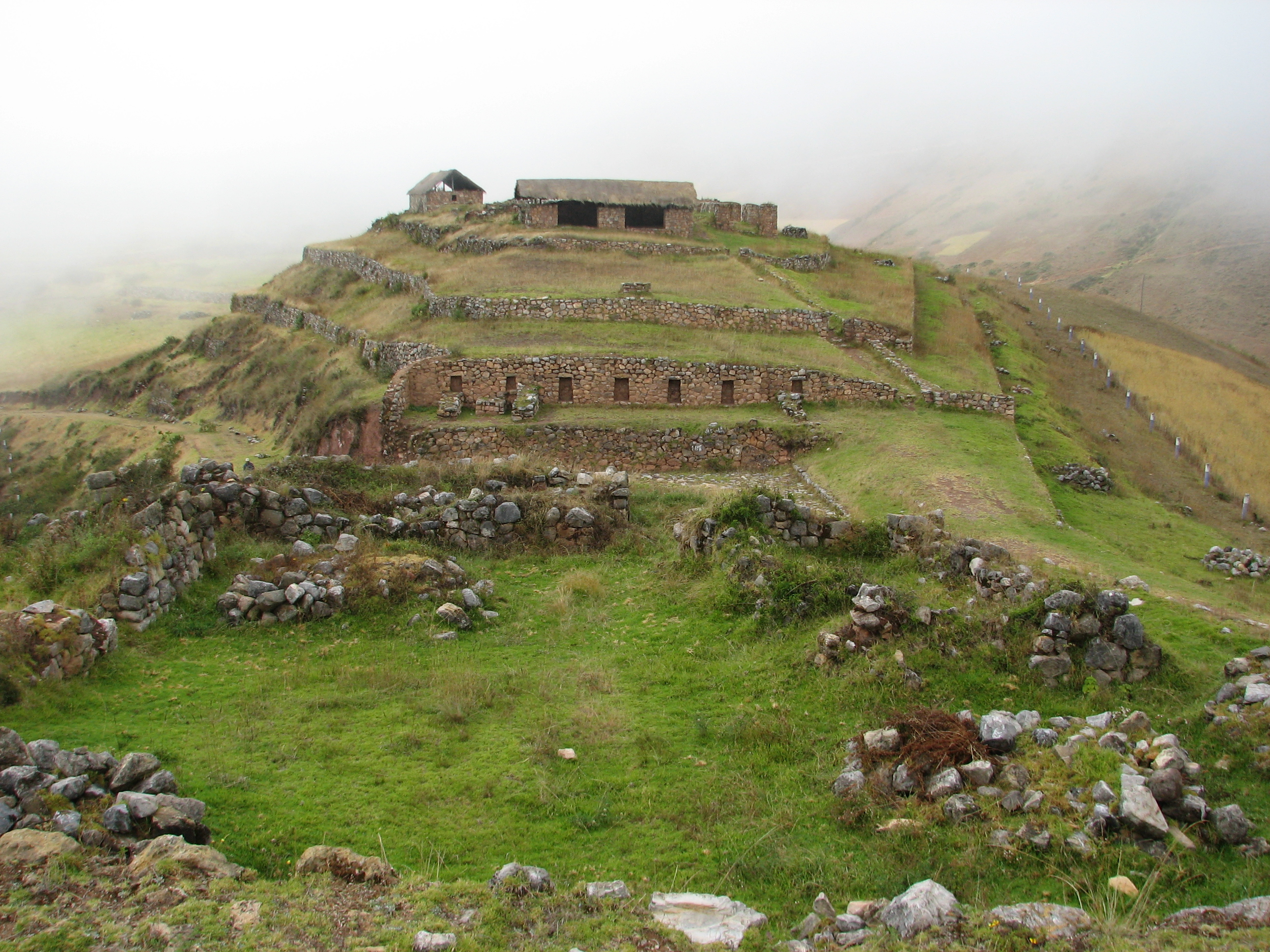
Sitio arqueológico de Sóndor

El apogeo expansivo de los chancas se produjo entre los años 1200 y 1438. En este último año fueron sometidos por el Sapa Inca Pachacútec luego de una dura batalla en la que la ciudad del Cuzco corrió el riesgo de ser capturada por los apurimeños. Según algunas tradiciones incas, los chancas habrían sido conquistados mucho antes, hacia el año 1230, cuando el Sapa Inca Mayta Cápac y su ejército cruzaron el río Apurímac, llamado antiguamente Cápac Mayu (‘río principal’), mediante un prodigioso puente colgante. El Inca Garcilaso de la Vega (1605) atribuye a Cápac Yupanqui una hazaña similar cien años después. Sin embargo, investigaciones recientes parecen indicar que la belicosa nación chanca se mantuvo independiente, como un estado rival de los incas.

### Sitio del Cuzco
Fue en 1438 que el caudillo chanca Anccu Hualloc (también llamado Anco Huayllu o Hancoallo) reunió “40.000 hombres de guerra” y emprendió la conquista del Cuzco. Avanzó victoriosamente hasta rodear la ciudad. El inca y muchos personajes de la nobleza huyeron en dirección al Collasuyo y cundió la desesperación hasta que un príncipe encabezó valerosamente la resistencia. Mientras lograba reunir aliados, ofreció la paz a los sitiadores, pero éstos rechazaron la oferta. Una cruenta batalla fue librada en Yawarpampa (‘campo de sangre’), ganada providencialmente por los cuzqueños mediante la llegada oportuna de fuerzas amigas. Esta difícil victoria se tornó en leyenda en el relato que recoge el cronista indio Joan de Santa Cruz Pachacuti Yampo Salcamaygua (1613), que afirmó que la batalla se habría perdido si no cobraban vida milagrosamente las pururaucas, piedras disfrazadas como soldados para engañar a los chancas. Según los vencedores, murieron en Yawarpampa “22.000 chancas y 8.000 cuzqueños”. Anccu Hualloc fue herido y apresado. Los chancas fueron perseguidos hasta Antahualla (Apurímac).
El líder de la defensa del Cuzco asumió el poder como máximo soberano y fundó una nueva dinastía. Según los Comentarios Reales de los Incas de Garcilaso de la Vega, el inca fugitivo fue el anciano Yawar Huácac y el príncipe que asumió la defensa del Cuzco, su hijo Hatun Topa, llamado después Viracocha Inca.
En cambio según Juan de Betanzos (1551), el inca fugitivo fue el anciano Wiracocha y no sólo él sino su heredero Urco, huyeron de su responsabilidad, siendo el salvador el príncipe Inca Yupanqui, luego llamado Pachacútec. Esta es la versión más aceptada, que coincide con la crónica de Cabello Valboa (1583) y otras cronologías.
Otras crónicas, entre ellas la de Bernabé Cobo (1653). mencionan una segunda ofensiva de los chancas ocurrida poco tiempo después, también encabezada por Anccu Huayco contra Pachacútec. El caudillo prisionero no sólo logró evadirse, sino que reunió 8.000 combatientes chancas en Challcumarca y Suramarca y reanudó la guerra, esta vez para recuperar los territorios perdidos. Viéndose en inferioridad de fuerzas, optó por escapar hacia la selva a “una región de grandes lagunas” o cochas, siguiendo el curso del río Urubamba. Fue tal la indignación del Sapa Inca que el general que pudo dar alcance a los rebeldes pagó con su vida la fuga.

### Los vestigios

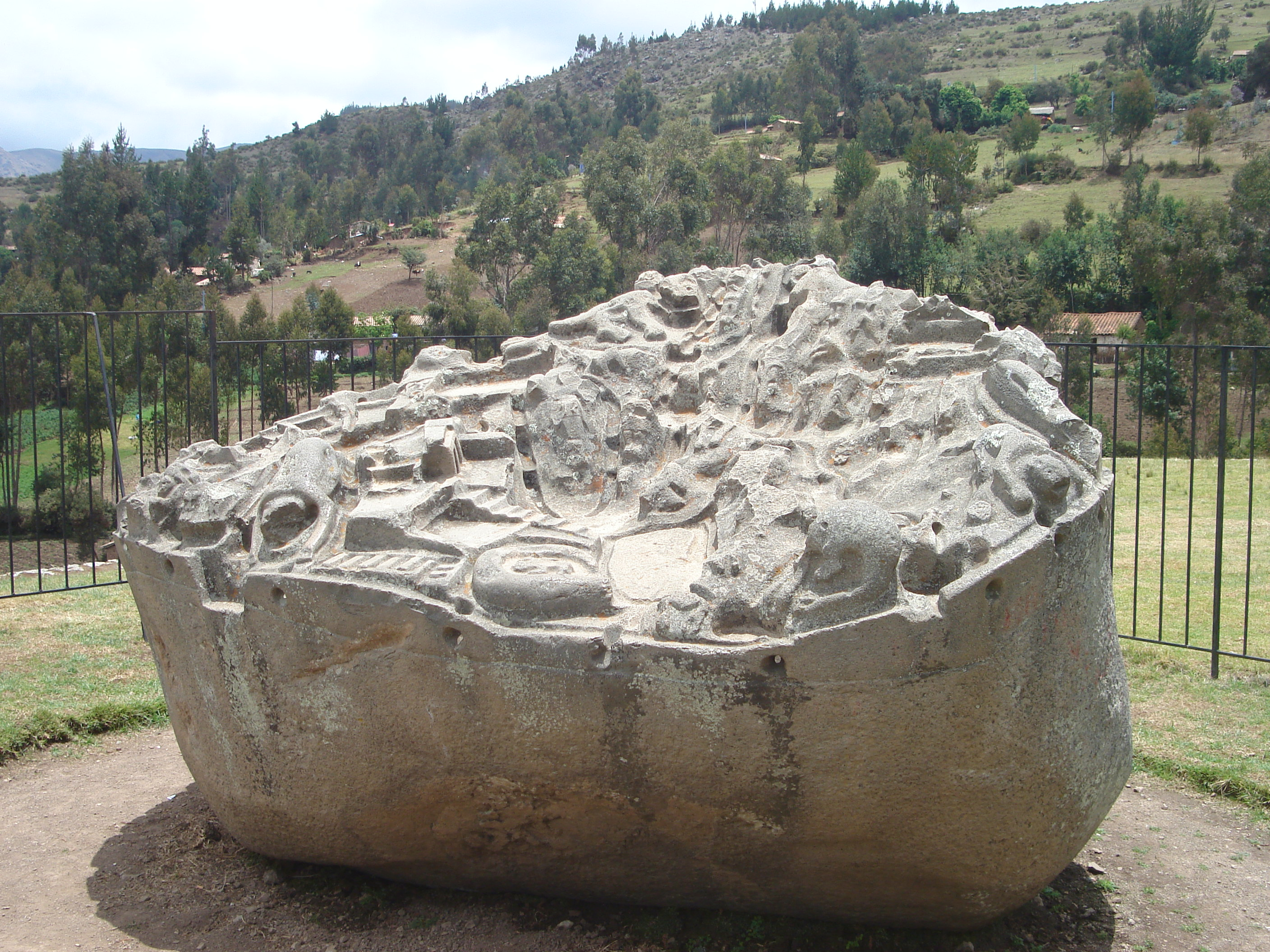
Sayhuite

No obstante existir información sobre su historia guerrera y sus caudillos, los restos arqueológicos identificados como chancas no permiten establecer un perfil exacto de la vida y las costumbres de este pueblo. Tanto Huamancarpa (cerca de Andahuaylas), como Carahuasi y Rumihuasi (cerca de Abancay), requieren todavía mayor investigación, debido a la superposición de restos incas. Cerca de Carahuasi, sobre una plataforma con visión privilegiada sobre un valle irrigado, se encuentra la piedra de Sayhuite, roca volcánica tallada de 2,50 metros de alto por 4 metros de diámetro y 11 metros de circunferencia, considerada obra de los incas, cuyas figuras en miniatura entre trazos que asemejan canales agrícolas y lagunas son un persistente misterio.
Después de la conquista de los chancas, el incario construyó dos importantes ramales de los Caminos del Inca o Cápac Ñan en ese territorio. Uno comunicaba el cámac ñam (‘camino de las zonas altas’) con el “camino de los llanos” en la costa; iba de Cuzco a Accha (en Paruro, Cuzco), luego cruzaba territorio chanca hasta Alca (en La Unión, Arequipa), concluyendo en Chala, en la costa; el otro ramal iba desde Cuzco hasta Anta (Cuzco) e ingresaba a territorio chanca hasta llegar a Andahuaylas (Apurímac). Muchas zonas del territorio de los chancas fueron repobladas mediante el traslado de mitmacs. La actual provincia de Aymaraes debe su nombre al establecimiento de mitmacs o mitimaes de origen aimara en ese lugar.